# Surveyor 2
Surveyor 2 war die zweite Sonde der US-amerikanischen Raumfahrtagentur NASA im Rahmen des Surveyor Programms.
Das Surveyor-Programm war Nachfolger des Ranger-Programms. Die Ergebnisse des Programms sollten die bemannte Mondlandung vorbereiten.

## Mission

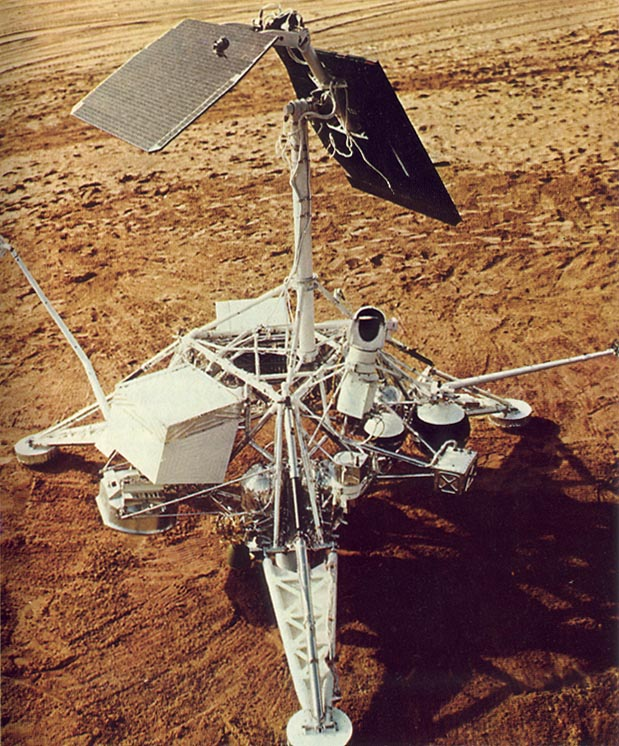
Modell einer Surveyor-Raumsonde

Surveyor 2 startete am 20. September 1966 an Bord einer Atlas-Centaur-Rakete von der Startrampe LC-36 der Cape Canaveral Air Force Station. Der Start verzögerte sich um 36 Minuten wegen Problemen an der Rakete. Im Gegensatz zu den Ranger-Missionen wurde auf einen Parkorbit verzichtet. Das heißt, die Sonde nahm nach erfolgter Trennung direkt Kurs auf den Mond. Eine nötig gewordene Kurskorrektur schlug fehl, da eines der Vernier-Triebwerke nicht zündete. Die Sonde geriet ins Taumeln und Versuche, sie wieder unter Kontrolle zu bringen scheiterten. Surveyor 2 zerschellte am 23. September auf dem Mond nahe dem Copernicus-Krater.
Eigentliches Ziel der Mission war das Testen einer Landetechnik auf dem Mond. Außerdem sollten Daten über die Mondoberfläche gesammelt werden, um ein Design der Apollo-Sonden zu entwickeln, das den Herausforderungen auf den Mond gewachsen sein sollte. Hierfür war die Sonde mit Kameras ausgestattet. Wie bei jeder Mondmission sollte auch zum menschlichen Wissen über den Mond beigetragen werden. Aufgrund des Unfalls konnte keins dieser Ziele erreicht werden.

## Die Rakete
Die Surveyor 2 wurde von einer Atlas-Centaur-Rakete ins Weltall gebracht. Die Rakete flog wie geplant am Mond vorbei und bewegte sich fortan auf einer bisher unbekannten Umlaufbahn um die Sonne.
2020 wurde ein Himmelskörper, der „2020 SO“ getauft wurde, temporär von der Erde eingefangen. Genauere Untersuchungen ergaben, dass es sich womöglich um die Oberstufe der Atlas-Centaur-Rakete handelt. Im März 2021 wird die Oberstufe nach zwei Umrundungen wahrscheinlich eine andere Sonnenumlaufbahn einschlagen und die Erde oder Erdnähe verlassen.[veraltet] Am 19. Februar 2021 meldete das Minor Planet Center mit MPEC 2021-D62 die Bestätigung der künstlichen Natur des Objekts und löschte die Bezeichnung 2020 SO.

Der Orbit von 2020 SO um Erde und Sonne zwischen Nov. 2020 und Mär. 2021